# Seznam španělských vládců
Seznam španělských vládců obsahuje chronologicky řazené krále a prezidenty Španělska, počínaje prvním králem Karlem I. a konče vládnoucím Filipem VI.
Karel I. byl nejstarším synem kastilské a leónské královny Jany I. a vnukem aragonského krále Ferdinanda II. Po jejich smrti sjednotil Aragonské, Kastilské a Leóské království s Barcelonským hrabstvím a ostrovem Mallorka a stal se králem španělským.

Aragonští králové
Kastilští králové
Leónští králové
Navarrští králové
Mallorští králové
Galicijští králové
Valencijští králové
Asturští králové

## Králové a prezidenti Španělska

### Habsburská dynastie
Španělsko fakticky vzniklo v roce 1479 po svatbě Izabely Kastilské a Ferdinanda II. Aragonského, nicméně až za vlády prvního krále ze španělské větve Habsburků, Karla I., byla definitivně spojena obě království a pro tento útvar se začal používat název Španělsko. Období vlády prvních dvou Habsburků ve Španělsku je běžně nazýváno zlatým stoletím.
| Obrázek                                            | Erb                                                            | Jméno                        | Od              | Do               |
| -------------------------------------------------- | -------------------------------------------------------------- | ---------------------------- | --------------- | ---------------- |
|                                                    | Orel jako štítonoš se vztahuje k jeho funkci císaře svaté říše | Karel I. s Janou (1516–1555) | 14. březen 1516 | 16. leden 1556   |
| Oproti otci přibyl štítek Portugalského království |                                                                | Filip II.                    | 16. leden 1556  | 13. září 1598    |
|                                                    | Totožný s erbem Filipa II.                                     | Filip III.                   | 13. září, 1598  | 31. březen 1621  |
|                                                    | Totožný s erbem Filipa II.                                     | Filip IV.                    | 31. březen 1621 | 17. září 1665    |
|                                                    | Totožný s erbem Filipa II.                                     | Karel II.                    | 17. září 1665   | 1. listopad 1700 |

### Bourbonská dynastie
Karel II. zemřel bez potomků a o následnictví se rozhořel spor mezi rakouskou větví Habsburků a Bourbony. Nakonec bylo uznáno dědické právo Bourbonům přes nejstarší dceru Filipa IV. Marii Terezii, jejímž manželem byl Ludvík XIV., a vlády se ujal Filip z Anjou.
| Obrázek | Erb | Jméno                                                    | Od                | Do                |
| ------- | --- | -------------------------------------------------------- | ----------------- | ----------------- |
|         |     | Filip V. abdikoval ve prospěch syna Ludvíka              | 16. listopad 1700 | 14. leden 1724    |
|         |     | Ludvík I.                                                | 14. leden 1724    | 31. srpen 1724    |
|         |     | Filip V. po smrti Ludvíka se znovu ujal vlády            | 6. září 1724      | 9. červenec, 1746 |
|         |     | Ferdinand VI.                                            | 9. červenec 1746  | 10. srpen 1759    |
|         |     | Karel III.                                               | 10. srpen 1759    | 14. prosinec 1788 |
|         |     | Karel IV.                                                | 14. prosince 1788 | 19. březen 1808   |
|         |     | Ferdinand VII. přinucen k abdikaci Napoleonem Bonapartem | 19. březen 1808   | 6. květen 1808    |

### Bonapartové
| Obrázek | Erb | Jméno    | Od             | Do                |
| ------- | --- | -------- | -------------- | ----------------- |
|         |     | Josef I. | 6. červen 1808 | 11. prosince 1813 |

### První restaurace Bourbonů
| Obrázek | Erb | Jméno          | Od                | Do            |
| ------- | --- | -------------- | ----------------- | ------------- |
|         |     | Ferdinand VII. | 11. prosince 1813 | 29. září 1833 |
|         |     | Isabela II.    | 29. září 1833     | 30. září 1868 |

### Savojská dynastie
V roce 1868 ve Španělsku vznikla revoluce, v jejímž důsledku byla sesazena královna Izabela a následně po určité době regentství zvolen na trůn mladší syn Viktora Emanuela II.
| Obrázek | Erb | Jméno      | Od               | Do            |
| ------- | --- | ---------- | ---------------- | ------------- |
|         |     | Amadeus I. | 4. prosince 1870 | 11. únor 1873 |

### První republika (11. února 1873 až 30. prosince 1874)
| Obrázek | Státní znak | Jméno                  | Od                | Do                |
| ------- | ----------- | ---------------------- | ----------------- | ----------------- |
|         |             | Estanislao Figueras    | 11. únor 1873     | 11. červen 1873   |
|         |             | Francisco Pi y Margall | 11. červen 1873   | 18. červenec 1873 |
|         |             | Nicolás Salmerón       | 18. červenec 1873 | 6. září 1873      |
|         |             | Emilio Castelar        | 6. září 1873      | 3. ledna 1874     |
|         |             | Francisco Serrano      | 3. ledna 1874     | 29. prosince 1874 |

### Druhá restaurace Bourbonů
| Obrázek | Erb | Jméno        | Od                | Do                |
| ------- | --- | ------------ | ----------------- | ----------------- |
|         |     | Alfons XII.  | 29. prosinec 1874 | 25. listopad 1885 |
|         |     | Alfons XIII. | 17. květen 1886   | 14. duben 1931    |

### Druhá republika
| Obrázek | Státní znak | Jméno                | Od                | Do              |
| ------- | ----------- | -------------------- | ----------------- | --------------- |
|         |             | Niceto Alcalá-Zamora | 10. prosinec 1931 | 7. duben 1936   |
|         |             | Manuel Azaña         | 10. květen 1936   | 10. březen 1939 |

### Frankův režim
| Obrázek | Státní znak | Jméno            | Od            | Do                |
| ------- | ----------- | ---------------- | ------------- | ----------------- |
|         |             | Francisco Franco | 1. duben 1939 | 20. listopad 1975 |

### Třetí restaurace Bourbonů
| Obrázek | Erb | Jméno          | Od                | Do              |
| ------- | --- | -------------- | ----------------- | --------------- |
|         |     | Juan Carlos I. | 22. listopad 1975 | 18. června 2014 |
|         |     | Filip VI.      | 19. června 2014   | úřadující       |